# Brieštie
Brieštie este o comună slovacă, aflată în districtul Turčianske Teplice din regiunea Žilina. Localitatea se află la altitudinea de 561 m deasupra n.m., se întinde pe o suprafață de 11,17 km2 și în 2017 număra 132 de locuitori. Se învecinează cu comuna Slovenské Pravno.

## Istoric
Localitatea Brieštie este atestată documentar din 1392.

## Demografie
| An:                | 1994 | 2004    | 2014    | 2024   |
| ------------------ | ---- | ------- | ------- | ------ |
| Număr de persoane: | 183  | 159     | 138     | 128    |
| Diferență:         |      | −13,11% | −13,20% | −7,24% |

| An:                | 2023 | 2024   |
| ------------------ | ---- | ------ |
| Număr de persoane: | 133  | 128    |
| Diferență:         |      | −3,75% |